# Osvobodilna organizacija Tamilskega Ealama
Osvobodilna organizacija Tamilskega Ealama (angleško Tamil Ealam Liberation Organization; TELO) je bivša tamilska teroristična skupina in trenutno politična organizacija, ki se prizadeva za ustanovitev neodvisne države Tamilski Ealam na tamilskem delu Šrilanke.
Skupina je nastala leta 1972 kot vojaško gibanje za boj za ustanovitev tamilske države in je kot taka obstajala do leta 1986, ko je bila večina članov ubitih v spopadu s LTTE. Preživeli člani so se nato reorganizirali kot politična skupina in kot taka deluje skupina še danes. Trenutno ima dva člana v Parlamentu Šrilanke.